# Shi Tao
Shi Tao (Ningxia, 25 de Julho de 1968) é um jornalista, escritor e poeta chinês que foi condenado em 2005 a dez anos de prisão por divulgar um documento do Partido Comunista para um site de democracia. Ele trabalhou anteriormente para o jornal chinês de negócios Dangdai Shang Bao, em Changsha.

## História
Shi Tao estudou na East China Normal University, em Shangai. Se formou em Julho de 1991, e se casou em 1994.
Em 18 de Outubro de 2005, o Comitê de Proteção a Jornalistas anunciou que Shi Tao era um dos quatro ganhadores do Prêmio Internacional CJP pela Liberdade de Imprensa. O site do comitê afirma que ele receberá oficialmente o prêmio quando for solto da prisão.
Em Março de 2006, ele recebeu o prêmio Vasyl Stus. Em 28 de Novembro de 2006, ele recebeu o prêmio Caneta Dourada da Liberdade, pela Associação Mundial de Jornais.

## Prisão
Em 2004, com a idade de 37 anos, Shi Tao trabalhava para o Contemporary Business News, na província de Hunan, China.
Em 20 de Abril de 2004, o governo chinês publicou um documento onde jornalistas eram avisados que dissidentes pró-democracia que moravam fora da China poderiam voltar durante o décimo-quinto aniversário do Massacre da Praça da Paz Celestial, no dia 4 de Junho, o que poderia afetar a estabilidade da ordem político-social. Foi pedida a toda a imprensa para não divulgar nada que se referisse ao chamado "evento do dia 4 de Junho", ou sobre pessoas pedindo mudanças na política do país.
Shi Tao usou seu e-mail particular do Yahoo para enviar um resumo desse documento para um site alojado fora da China chamado Asia Democracy Foundation. Quando o governo chinês descobriu, exigiu do escritório do Yahoo em Hong Kong as informações pessoais do remetente. O Yahoo entregou todas as informações sem nem questionar para que eles queriam. Pouco depois Shi Tao foi detido, em 24 de Novembro de 2004. As autoridades chinesas confiscaram seu computador e documentos sem  mostrar nenhum mandado de busca e apreensão, e avisou aos membros de sua família para não falar sobre isso com ninguém. Ele foi formalmente preso em 14 de Dezembro.
Seu advogado, Guo Guo-Ding, famoso por pegar casos de direitos humanos, argumentou que a busca e apreensão do material de Shi Tao e sua subseqüente prisão foram ilegais. Como resultado, sua licença para a prática de advocacia foi suspensa por um ano pelo Departamento de Lei de Shangai. Algum tempo depois foi colocado sob prisão domiciliar, e um de seus colegas de trabalho teve que assumir o caso.
Em 11 de Março de 2005, a corte de Changsha teve sua primeira audiência secreta. Ela demorou duas horas. A mãe e os irmãos de Shi Tao viajaram de Ningxia até Changsha, mas não tiveram permissão de entrar e assistir a audiência. Depois que a audiência terminou, Shi teve a permissão de conversar em particular com sua família por dez minutos. Quinze dias depois, ele foi sentenciado à prisão por dez anos, e a perder seus direitos políticos por dois anos, pela acusação de vazar segredos de estado.
Em 2 de Junho de 2005, a Corte Superior de Hunan rejeitou os argumentos de seus advogados e negou sua apelação, mantendo a sentença original. A mãe de Shi, Gao Qinsheng, alegou "problemas sérios de procedimento" no caso de seu filho, mas sua apelação foi rejeitada sem nenhuma audiência.

## Reações
O incidente gerou uma controvérsia a respeito das práticas de negócios do Yahoo!, cuja filial em Hong Kong deu informações técnicas ligando a mensagem e a conta de e-mail ao computador de Shi. O Yahoo! foi criticado pelos Repórteres sem Fronteiras por agir como "informantes da polícia". O Congresso dos Estados Unidos promoveu uma audiência sobre isso e outros incidentes similares com representantes do Yahoo!, Google, MSN, etc.